# Hathras
Hathras è una suddivisione dell'India, classificata come municipal board, di 123.243 abitanti, capoluogo del distretto di Hathras, nello stato federato dell'Uttar Pradesh. In base al numero di abitanti la città rientra nella classe I (da 100.000 persone in su).

## Geografia fisica
La città è situata a 27° 36' 0 N e 78° 2' 60 E e ha un'altitudine di 184 m s.l.m..

## Società

### Evoluzione demografica
Al censimento del 2001 la popolazione di Hathras assommava a 123.243 persone, delle quali 65.908 maschi e 57.335 femmine. I bambini di età inferiore o uguale ai sei anni assommavano a 17.630, dei quali 9.418 maschi e 8.212 femmine. Infine, coloro che erano in grado di saper almeno leggere e scrivere erano 73.595, dei quali 43.176 maschi e 30.419 femmine.